# کیره‌بین
کیره‌بین (به لاتین: Kirabin) یک منطقه مسکونی در جمهوری آذربایجان است که در شهرستان لریک واقع شده است.